# Rafael Santandreu
Rafael Santandreu és un psicòleg català nascut al barri d'Horta de Barcelona. L'any 2011 va publicar el seu llibre "L'art de no amargar-se la vida". L'any 2014 va publicar "Les ulleres de la felicitat". Es caracteritza per un llenguatge planer i l'ús de neologismes de pròpia creació com "terribilitis", "necessititis" o "bastantitat". El 2017 va publicar "Ser feliç a Alaska". Els seus darrers llibres són "No hi ha res tan terrible" (2018), "Sense por" (2021), "El mètode per viure sense por" i "No facis muntanyes de grans de sorra" (2024).

## Obres
- Escuela de felicidad (2014)
- L'art de no amargar-se la vida: Les claus del canvi psicològic i la transformació personal (2018)
- Les ulleres de la felicitat: Descobreix la teva fortalesa emocional (2022)
- Ser feliç a Alaska: Ments fortes contra vent i marea (2016)
- Sense por: El mètode comprovat per superar l'ansietat, les obsessions, la hipocondria i qualsevol temor irracional (2021)
- El mètode per viure sense por: Com han superat milers de persones l ansietat, el toc, la hipocondria i qualsevol por irracional (2023)
- No facis muntanyes de grans de sorra: Reeducar la ment per a la felicitat (2024)